# Hostalric
Hostalric (em catalão e oficialmente) ou Hostalrich (em castelhano) é um município da Espanha na comarca de Selva, província de Girona, comunidade autónoma da Catalunha. Tem 3,39 km² de área e em 2021 tinha 4 332 habitantes (densidade: 1 277,9 hab./km²).

## Demografia
| Variação demográfica do município entre 1991 e 2004 | Variação demográfica do município entre 1991 e 2004 | Variação demográfica do município entre 1991 e 2004 | Variação demográfica do município entre 1991 e 2004 |
| --------------------------------------------------- | --------------------------------------------------- | --------------------------------------------------- | --------------------------------------------------- |
| 1991                                                | 1996                                                | 2001                                                | 2004                                                |
| 2899                                                | 2919                                                | 2912                                                | 3247                                                |